# Hrebenne (Hrubieszów)
Pour les articles homonymes, voir Hrebenne.
Hrebenne (prononciation : [xrɛˈbɛnːɛ]) est un village polonais de la gmina de Horodło dans le powiat de Hrubieszów de la voïvodie de Lublin dans l'est de la Pologne, à la frontière avec l'Ukraine.
Il se situe à environ 2 kilomètres au sud de Horodło (siège de la gmina), 12 kilomètres au nord-est de Hrubieszów (siège du powiat) et 111 kilomètres au sud-est de Lublin (capitale de la voïvodie).

## Histoire
De 1975 à 1998, le village est attaché administrativement à la voïvodie de Zamość.

Depuis 1999, il fait partie de la voïvodie de Lublin.